# 흥복원부인
흥복원부인 홍씨(興福院夫人 洪氏, 생몰년 미상)는 고려의 초대 왕 태조 왕건의 제12비이다.

## 생애
본관은 홍주이다. 충청도 홍주(또는 운주, 지금의 충청남도 홍성군) 출신으로, 삼중대광을 지낸 홍주 홍씨의 시조 홍규의 딸이다.
홍규의 원래 이름은 긍준(兢俊)으로, 운주성주를 지냈던 인물이다. 927년(태조 10년) 음력 3월 태조 왕건은 운주성을 공격하여 점령하였고, 이때 운주성주였던 긍준은 자신의 딸을 바치니 그녀가 곧 흥복원부인이었다. 그밖에도 당시 운주(홍주)는 중국 사신들이 입출항이 이루어지던 중요한 곳이기도 하였다.
《고려사》 등에는 그녀의 출신과 소생 말고는 자세한 생애에 대한 기록이 전하지 않으며, 호는 흥복원부인(興福院夫人)이다. 남편 태조와의 사이에서 1남 1녀를 낳았다. 아들은 태자 왕직이며, 후손은 없었다. 딸의 이름이나 호는 전하지 않으며, 단지 태조의 제3비인 신명순성왕후 소생의 장남 태자 왕태에게 시집을 갔다는 기록만 있다. 그러나 훗날 왕위를 신명순성왕후의 차남(정종)과 3남(광종)이 각각 이은 것으로 볼 때, 태자 태는 요절한 듯 하다.

## 가족 관계
- 아버지 : 홍규(洪規, 또는 긍준)
  - 남편 : 제1대 태조(太祖, 877~943 재위: 918~943)
    - 아들 : 태자 왕직(太子 王稷)
    - 딸 : 공주(公主, 이름 미상,) - 태조 신명순성왕후의 장남 태자 왕태와 혼인